# Wilhelm I Starszy
Wilhelm I Starszy (ur. 4 lipca 1466 r., zm. 8 lutego 1515 r.) – landgraf Dolnej Hesji w latach 1471–1493.

## Życiorys
Wilhelm był starszym synem landgrafa Dolnej Hesji Ludwika II i Matyldy, córki hrabiego Wirtembergii-Urach Ludwika I. W 1471 r., w chwili śmierci ojca, którego był sukcesorem, miał zaledwie kilka lat – z tego powodu faktyczne rządy w Dolnej Hesji przypadły bratu ojca Henrykowi III Bogatemu, landgrafowi Hesji Górnej, który jednak bardziej troszczył się o interesy własne, niż bratanka. O wychowanie młodego księcia dbała jego matka, czemu zawdzięczał on zapewne duże zainteresowanie kwestiami religijnymi. Stryj zmarł w 1483 r. Wilhelm objął samodzielne rządy w Dolnej Hesji, zgadzając się jednak na udział w nich matki. Ponieważ jego młodszy brat, Wilhelm II Średni żądał współudziału w rządach, oddał mu część swoich ziem. Popierał plany reform monastycznych, a także wspierał rozwój miast. W 1491 r. udał się z pielgrzymką do Ziemi Świętej, w drodze powrotnej zatrzymując się na dłużej w Italii. Wkrótce po powrocie (wiosną 1492 r.) ujawniła się choroba umysłowa księcia, która stopniowo narastała. W interesie kraju już rok później, 3 czerwca 1493 r. abdykował na rzecz swego młodszego brata, pozostawiając sobie w dożywotnim posiadaniu Spangenberg i dożywotnią rentę. Choroba nadal postępowała, tak że w 1496 r. cesarz wyznaczył jego brata na jego opiekuna. Po śmierci brata w 1509 r., gdy stan Wilhelma nieco się polepszył, jego otoczenie starało się wyzyskać tę sytuację i przywrócić jego rządy w Hesji, jednak bezskutecznie.

## Rodzina
Żoną Wilhelma była od 1488 r. Anna, córka księcia Brunszwiku-Getyngi Wilhelma II Młodszego. Z małżeństwa tego pochodziło pięć córek, z których urodzona w 1503 r. Elżbieta została żoną księcia Zweibrücken Ludwika II Wittelsbacha.